# Andreas Winter
Andreas J. Winter (né le 14 juin 1971 à Mühldorf, Allemagne) est un mathématicien et physicien allemand de l'Université autonome de Barcelone (UAB) en Espagne. 

## Biographie
Il obtient son doctorat en 1999 sous la direction de Rudolf Ahlswede et Friedrich Götze à l'Université de Bielefeld en Allemagne avant de rejoindre l'Université de Bristol puis le Centre for Quantum Technologies (CQT) de l'Université nationale de Singapour. En 2013, il est nommé professeur de recherche ICREA à l'UAB.
Les recherches de Winter se concentrent sur le domaine de la théorie de l'information quantique. Certaines de ses principales contributions concernent la compréhension des protocoles de communication quantique, la théorie du codage des canaux quantiques et la théorie de l'Intrication quantique. Avec Michal Horodecki et Jonathan Oppenheim (en), il découvre la fusion d'états quantiques et utilise cette primitive pour montrer que l'information quantique peut être négative. Avec Marcin Pawlowski, Tomasz Paterek, Dagomir Kaszlikowski et Valerio Scarani, il découvre la causalité de l'information. Avec Runyao Duan et Simone Severini, il présente une version mécanique quantique du nombre de Lovász. Avec Sandu Popescu (en), Noah Linden et Tony Short, il prouve que l'équilibrage local des grands systèmes quantiques est un phénomène générique.

## Prix et distinctions
Il reçoit le Prix Philip-Leverhulme de mathématiques et de statistique en 2008 et en 2012 le prix Whitehead de la London Mathematical Society.
En 2022 il est lauréat de l'International Quantum Communication Award (de).